# Pintor de Talos

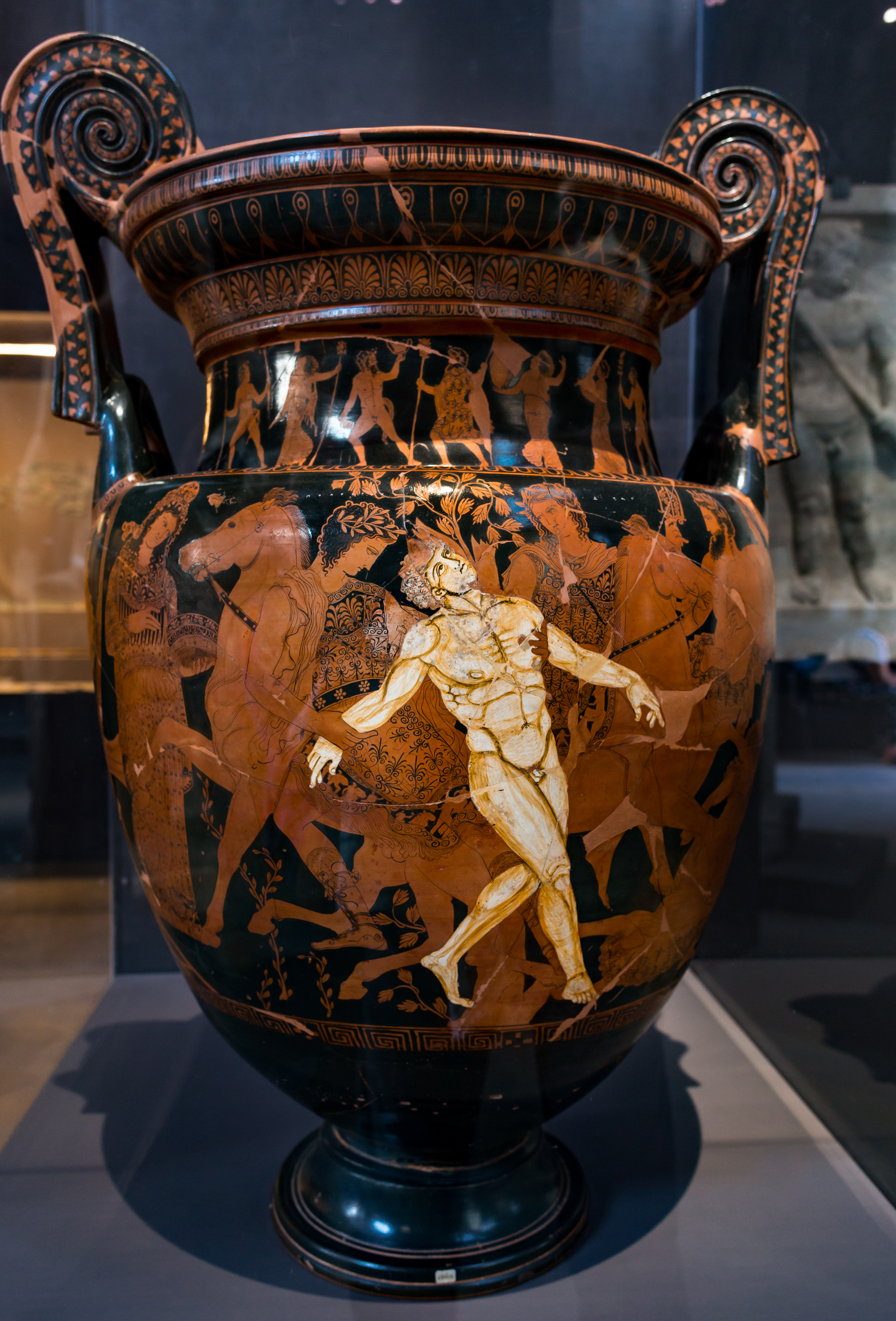
Crátera de volutas ática de figuras rojas que representa a Talos moribundo, ca. 420–400 a. C., Museo Archeologico Nazionale Jatta 1501, Ruvo di Puglia.

Pintor de Talos es el nombre convenido de un pintor ático de vasos de figuras rojas, activo aproximadamente entre el 420 y el 390 a. C.
Sucesor del Pintor de Midias y del Pintor del dinos, recibe su nombre de una rara representación del gigante de bronce moribundo Talos, que decora una crátera de volutas de figuras rojas, conservada en la colección de M. Jatta en Ruvo di Puglia (Museo Archeologico Nazionale Jatta 1501).
Pintó exclusivamente vasos de gran tamaño. Además de la crátera de Ruvo, también se le atribuyen fragmentos de una crátera de Los Ángeles, un gran fragmento de una crátera en Atenas, un pedestal fragmentario de un lebes gámico (tipo 1) en Nueva York y fragmentos de un lutróforo en Ámsterdam (con una escena de una lucha entre jinetes – Museo Allard Pierson 247.
Es autor de escenas mitológicas menos representadas: la boda de Teseo y Helena, el banquete de Dioniso y Hefesto en el emparrado de la viña, la apoteosis de Heracles. Sus imponentes figuras tienen formas figurativas, con las cabezas a menudo en vista de tres cuartos, y el efecto cromático se ve realzado por el amarillo y el blanco. La vestimenta presenta elaborados pliegues y patrones detallados. Las densas composiciones espaciales y su estilo pictórico de representar figuras sugieren que se inspiró en pinturas sobre tabla (imágenes en grandes paneles de madera encalados, generalmente colgados dentro de edificios públicos) y murales.
La crátera ática de figuras rojas en voluta de Ruvo (cara A) representa al gigante moribundo Talos, sujetado por detrás por los jinetes Cástor y Pólux mientras cae. Medea, con atuendo oriental, está de pie a la izquierda, sosteniendo una cesta (o bolsa) de elixires mágicos en la mano, mientras que Poseidón con su tridente y Anfitrite observan la escena a la derecha. Estas lujosas cráteras de volutas, hechas por alfareros y pintores atenienses, se vendieron bien en Italia, donde eran una ofrenda popular para las tumbas.